# Anders Lange

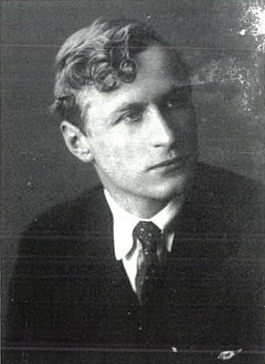
Anders Lange (1930s)

Anders Lange (Akershus, 5 september 1904 - 18 oktober 1974) was een Noors politicus van rechtse tot extreemrechtse opvatting. Hij stichtte de Anders Langes Parti, later hernoemd naar Fremskrittspartiet. Hij was er tot zijn dood voorzitter van.  Vanaf 1929 was hij secretaris van de Fedrelandslaget, die in 1936 Adolf Hitler en Benito Mussolini nomineerde voor de Nobelprijs voor de Vrede. Tijdens de Duitse bezetting van Noorwegen werd hij meermaals wegens illegale activiteiten gearresteerd. 
Na de oorlog werd hij boer en in 1947 secretaris van de Noorse Kennelclub. Hij nam daarbij het tijdschrift Hundeavisen (Hondenberichten) over, dat later evolueerde naar een politiek blad van anticommunistische strekking.
Hij was een actief pleitbezorger van het Zuid-Afrikaans apartheidsregime en was bekend door zijn racistische uitspraken.
- Bibsys: 90638781
- Gemeinsame Normdatei: 122901266
- International Standard Name Identifier: 0000 0000 3000 7773
- Library of Congress Control Number: n94066888
- Virtual International Authority File: 907130
- WorldCat: E39PBJcR8mX4WdHw77WFRd9kXd